# David Maysles
David Maysles (* 10. Januar 1931 in Brookline, Massachusetts; † 3. Januar 1987 in New York City) war ein US-amerikanischer Kameramann und Regisseur, der gemeinsam mit seinem älteren Bruder Albert zu den wichtigsten Akteuren des US-amerikanischen Dokumentarfilms gehörte.

## Leben
Maysles war ab den frühen 1960er Jahren als Kameramann und Regisseur im Bereich der Dokumentation tätig und arbeitete dabei eng mit seinem Bruder zusammen. Die beiden gründeten mit Maysles Films ihre eigene Produktionsfirma, die noch heute Bestand hat.
Bei der Oscarverleihung 1974 waren Maysles und sein Bruder für den Oscar in der Kategorie Bester Dokumentar-Kurzfilm nominiert.
Maysles war verheiratet und Vater zweier Kinder. Er starb an den Folgen eines Schlaganfalls.

## Filmografie (Auswahl)
Regie
- 1964: What’s Happening! The Beatles in the U.S.A.
- 1966: Meet Marlon Brando
- 1969: Gimme Shelter
- 1974: Christo’s Valley Curtain
- 1985: Horowitz – der letzte Romantiker
- 1991: The Beatles: The First U.S. Visit